# Hreasca
Hreasca – wieś w Rumunii, w okręgu Vaslui, w gminie Coroiești. W 2011 roku liczyła 354 mieszkańców.